# Inuit Circumpolar Council
Der Inuit Circumpolar Council (ICC, dt. ‚Inuit-Polarkreisrat‘) ist eine multinationale Nichtregierungsorganisation, welche die rund 150.000 Inuit in den Vereinigten Staaten, Kanada, Grönland und Russland vertritt. Die Organisation tagte 1977 als Inuit Circumpolar Conference erstmals und führt seither alle vier Jahre eine Generalversammlung durch. Der ICC ist eine der sechs indigenen Organisationen, welche den Status eines Ständigen Beobachters im Arktischen Rat innehaben.

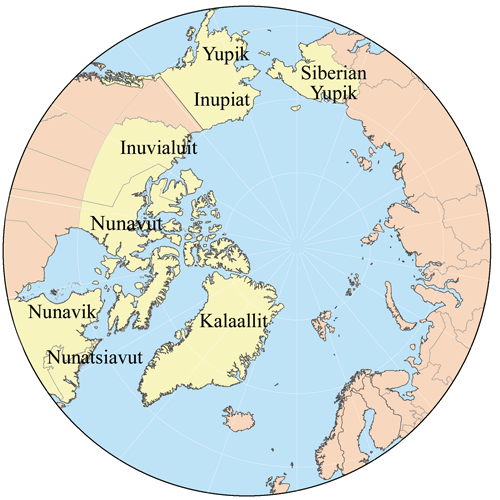
ICC-Regionen

Das Gebiet, auf dem die Organisation tätig ist, umfasst folgende arktische Bevölkerungsgruppen und Regionen:
- Russland: Sibirische Yupik (Tschukotka)
- Vereinigte Staaten: Iñupiat und Yupik (Alaska)
- Kanada: Nunavut, Inuvialuit (Nordwest-Territorien), Nunavik und Nunatsiavut (Neufundland und Labrador)
- Grönland: Kalaallit

## Aufbau und Funktionen
Die Hauptziele der Organisation bestehen darin, die Verbundenheit unter den Eskimos zu stärken, ihre Rechte und Interessen zu fördern und zur Entwicklung der Kultur der Inuit beizutragen.
Strukturell ist die Organisation, die aus vier getrennten Niederlassungen in jedem der vier Nationalstaaten besteht, je nach den nationalen Regelungen unterschiedlich aufgebaut. Die Präsidenten von ICC Russland, ICC Alaska, ICC Kanada und ICC Grönland bilden zusammen mit einem gewählten Mitglied aus jeder Nation den achtköpfigen ICC Executive Council. Dem Exekutivrat sitzt ein internationaler Chair (ehemals International President) vor.
Der ICC hält alle vier Jahre eine Generalversammlung ab, welche Vertreter der Eskimos aus der ganzen Arktis zusammenbringt, um Fragen von internationaler Bedeutung für ihre Gemeinden zu diskutieren, die Richtung für die Arbeit der Organisation in den nächsten vier Jahren vorzugeben und die Verantwortung für thematische Bereiche zwischen den nationalen Filialen aufzuteilen. Die einzelnen eskimoischen Gruppen werden dabei jeweils von einer lokalen Organisation vertreten (z. B. Makivik als Vertreter aus Nunavik). Die Versammlung ernennt jeweils einen Vorsitzenden aus dem Gastland der Generalversammlung, sowie die Mitglieder des Exekutivrats, und entwickelt Strategien und Lösungen für die kommende Periode.
1996 erhielt die Organisation den Natur- und Umweltpreis des Nordischen Rates. 2006 beschloss die Inuit Circumpolar Conference an der Generalversammlung in Barrow, sich in Inuit Circumpolar Council umzubenennen, da der bisherige Name eher nach einem einmaligen Treffen tönt. Die Generalversammlung 2010 fand unter der Schirmherrschaft von Kronprinz Frederik von Dänemark vom 28. Juni bis 2. Juli in Nuuk statt, wo Aqqaluk Lynge (* 1947) zum Vorsitzenden gewählt und die Nuuk-Erklärung angenommen wurde.